# Матеуш Даменцки
 Матеуш Даменцки e полски актьор.
Произлиза от известно актьорско семейство с шлахтички произход, герб Домброва. Завършва гимназия във Варшава.
През 2004 завършва Театралната академия във Варшава. Същата година се присъединява към екипа на Съвременния театър.
От 9 септември 2007 до 18 ноември 2007 участва в Шестото издание на „Танцувай със звездите“. Негова партньорка е Ева Забатин.